# La banda (serie de televisión)
La Banda es una serie de televisión venezolana producida por Latina Producciones y transmitida por Boomerang Latinoamérica, comenzó el 25 de julio de 2011 hasta el 11 de noviembre de 2011.
Está protagonizada por Claudia Morales, Daniel Ramírez Sayalero, Sandra Díaz , Luz Edith Rojas, Alexander Rudametkin y Willy Martín, con las actuaciones especiales de Laura Chimaras, Francisco Medina, Gabriela Cortés y Roger Portillo.

## Sinopsis
"La Banda" cobra vida en el Internado Wallington, una escuela muy particular, a la que llegan jóvenes exclusivos de diferentes ámbitos de la sociedad. La historia gira alrededor de Sebastián, Katy, Teo y Xiomy, cuatro adolescentes que fueron enviados a este internado por sus padres, con la única esperanza de que reciban una educación rigurosa que los lleve por el buen camino. La vida de estos chicos tomará un giro inesperado con la llegada de una psicóloga poco convencional, Sofía, que pone todos sus esfuerzos para ayudarlos a salir adelante.

## Reparto
- Daniel Ramírez Sayalero - Sebastián
- Claudia Morales como Katherina Petrov
- Luz Edith Rojas - Xiomy
- Alexander Rudametkin - Teo
- Willy Martin - Kevin
- Laura Chimaras - Andrea
- Francisco Medina - Ricardo Salinas
- Mandi Meza - Violeta
- Gabriela Cortés - Milady
- Roger Portillo - Peter "El Mago"
- Argenis Rea - Gregorio
- Johana Burgos - "La Psicoteacher"
- Josué Villaé - Camilo Santodomingo
- Tomás Rivero - Tommy Herrera
- Gerardo Soto - Aureliano Salinas "Sr. Espinaca"
- Edgar Gómez - Rector Herrera "El Masterteacher"
- Jesús Balbás - Alberto Silva
- Sandra Díaz - Suxy
- José Ramón Barreto - Jhonny
- Augusto Galindez - Charlie Pum
- Andres Ramirez Rodriguez - Tutto

### Participaciones especiales
- Maritza Sayalero - Mamá de Sebastián
- Sonica
- Carmen Alicia Lara - María Lucía
- Belén Peláez - Prof. Martha
- Michelle Posada - Lita
- Juan Camilo Donado - Prof. Enrique
- Raquel Yánez - Verónica